# Mengeš
Mengeš este un oraș din comuna Mengeš, Slovenia, cu o populație de 5.557 de locuitori.